# Mossø
Mossø, en av Himmelsbjergssjöarna på Jylland väster om Skanderborg är Danmarks fjärde största sjö.
Den har en yta om 16,5 kvadratkilometer, belägen 22 meter över havet och ett största djup på 35 meter. Dess största längd är 10 kilometer och bredden 2,5 kilometer. Mossø genomflyts av Gudenå och har tillopp från Skanderborg Sø.